# Brude Ier
Brude mac Maelchon ou Bridei filius Mailcon ou Maelchú, roi des Pictes, peuple d'Écosse de 554 à 584.

## Une origine controversée
Sans doute pour faire face à l’expansion des Scots, les Pictes du Nord se seraient choisis comme roi Brude mac Maelchom qui est parfois considéré comme le fils du puissant roi de Gwynedd (nord du Pays de Galles) Maelgwn Gwynedd vers († 547/549), le « Magloconus » de Gildas le Sage, dont le demi-frère Rhun († 580) régnait alors sur le royaume paternel Marjorie Ogilvie Anderson relève simplement que « Le père de Brude peut chronologiquement être Maelgwn roi de Gwynedd ».
Cette hypothèse soutenue notamment par l'historien John Morris dans « The Age of Arthur » de 1973, acceptée par certains historiens, n'est pas retenue par Alfred P. Smyth et été ignorée par d'autres spécialistes,.
Ce choix qui peut paraître insolite s’expliquerait mieux si l’on évoque l’origine de la dynastie galloise dont le fondateur Cunedda ap Edern (Eternus) aurait émigré vers 460 (date traditionnelle) du royaume de Gododdin et dont le grand-père Padarn Beisrudd (Paternus au « manteau écarlate » fils de Tacitus) était à la fois un officier supérieur romain et le roi des Votadini peuple installé au nord-est sur le Mur d'Hadrien à la fin de l’occupation romaine.

## Règne
Les chroniques d'Irlande relèvent en 505/506 et 509 la mort de « Bruidhi mac Maeclchon rig Cruithnech ».Ces entrées sont incompatibles avec l'ensemble des informations chronologiques connues sur ce roi. Il s'agit vraisemblablement d'une erreur de transcription. Cette année correspond peut-être à la naissance de Brude ?
La Chronique Picte attribue à Brude mac Maelchú un règne de 30 ans, après un an de règne conjoint avec Galam Cennaleph. Brude se serait converti au christianisme sous l'influence de Saint Colomba qui le baptise en 565 , ce qui a permis la christianisation de la majeure partie de l'Écosse 
En fait, la conversion par Saint Colomba, la neuvième (la huitième selon la Chronique Picte) année de son règne, des pictes et du roi Brude qui aurait pourtant été issu d’une famille brittonique théoriquement déjà chrétienne et dont le père putatif Maelgwn Gwynedd avait fait l’objet des anathèmes de Gildas le Sage est passée sous silence par Saint Adomnan biographe et lointain successeur du saint mais mise au crédit de Colomba par la Chronique Picte et sous entendue par Bède le Vénérable:
 Colomba arriva en Bretagne la neuvième année du règne de Bruide fils de Maelchon, roi très puissant de la nation des pictes. Et par sa prédication autant que par son exemple, il convertit cette nation à la foi du Christ.
Brude mac Maelchom implante sa capitale à Inverness et dès 558 ou 560, il défait les scots du roi Gabrán mac Domangairt, peut-être mort lors de ces combats, qui se trouvèrent refoulés dans le Kintyre. Brude qui est qualifié de « Rex Potentissimus » (c'est-à-dire: roi très puissant) par Bède le Vénérable avait une flotte et il contrôlait certainement les îles du nord les Orcades et de l’ouest les Hébrides. Dans sa biographie de Saint Colomba, Adomnan parle de la rencontre du saint et d’un «subregulus» des Orcades à sa cour. Il n’est pas concevable eu égard aux relations que Colomba entretenait avec le roi que le saint eut fondé son monastère à Iona si Brude n’avait pas le contrôle des îles.
Les Annales irlandaises mentionnent simplement sa mort en 584. Par contre, selon une entrée à priori déplacée des Annales de Tigernach ou à moins qu'il ne s'agisse d'un homonyme, Brude mac Malechon aurait été tué au combat d’Asreith en Circinn en luttant contre des pictes (du sud révoltés ?) en 752 (recte 584).

## Sources

### Sources primaires
- les Annales d'Ulster, première partie, en latin et en anglais.
- les Annales de Tigernach en latin et irlandais
- Vie de Saint Colomba (traduction anglaise) par Adomnan
- Bède le Vénérable Histoire ecclésiastique du peuple anglais L'aube des peuples Éditions Gallimard (Paris 1995)  (ISBN 2070730158).

### Sources secondaires
- (en) Alan Orr Anderson, Early Sources of Scottish History A.D 500–1286, vol. 1, Stamford, Paul Watkins, 1990, 2e éd. (ISBN 1-871615-03-8)
- (en) Mike Ashley The Mammoth Book of British Kings & Queens Robinson (Londres 1998)  (ISBN 1841190969).
- (en) J.M.P. Calise, Pictish Soourcebook, Document of Medival Legend and Dark Age  History, Londres, Greenwood Press, 2002, 365 p. (ISBN 0-313-32295-3, lire en ligne), p. 187.
- (en) William Arthur Cumming, The Age of the Picts, Sutton Publishing, 1998 (ISBN 0-7509-1608-7), « Chapitre 11 Into history; The sixt century », p. 82-88.
- (en) James E. Fraser, From Caledonia to Pictland, Scotland to 795, vol. I The New Edinburgh History of Scotland, Édimbourg, Edinburgh University Press, 2009, 436 p. (ISBN 978-0-7486-1232-1), p. 94-95,99-100,103,106,138,241
- (en) William Forbes Skene Chronicles Of The Picts, Chronicles Of The Scots, And Other Early Memorials Of Scottish History. H.M General Register House (Edinburgh 1867) Reprint par Kessinger Publishings's (2007)  (ISBN 1432551051).
- (en) Alfred P. Smyth, Warlords and Holy Men Scotland ad 80~1000, Édimbourg, Edinburgh University Press, 1984, 279 p. (ISBN 0-7486-0100-7), p. 50,58,78,96,103-107,127.